# هفته مد لندن
هفتهٔ مُد لندن (به انگلیسی: London Fashion Week) یکی از فشن‌شوهای بین‌المللی است که سالانه دو بار در ماه‌های فوریه و سپتامبر در لندن برگزار می‌شود. این فشن‌شو پس از هفته مد نیویورک، هفته مد میلان و هفته مد پاریس بزرگترین رویداد در زمینه مد و فشن در دنیا به‌شمار می‌رود.

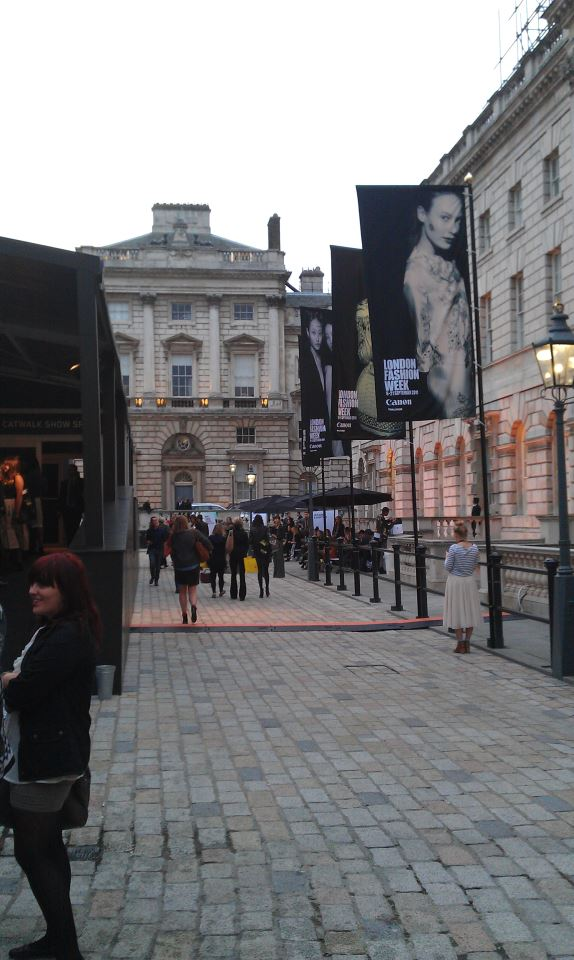
محل برگزاری هفته مد لندن، در ساختمان سامرست

## سازماندهی

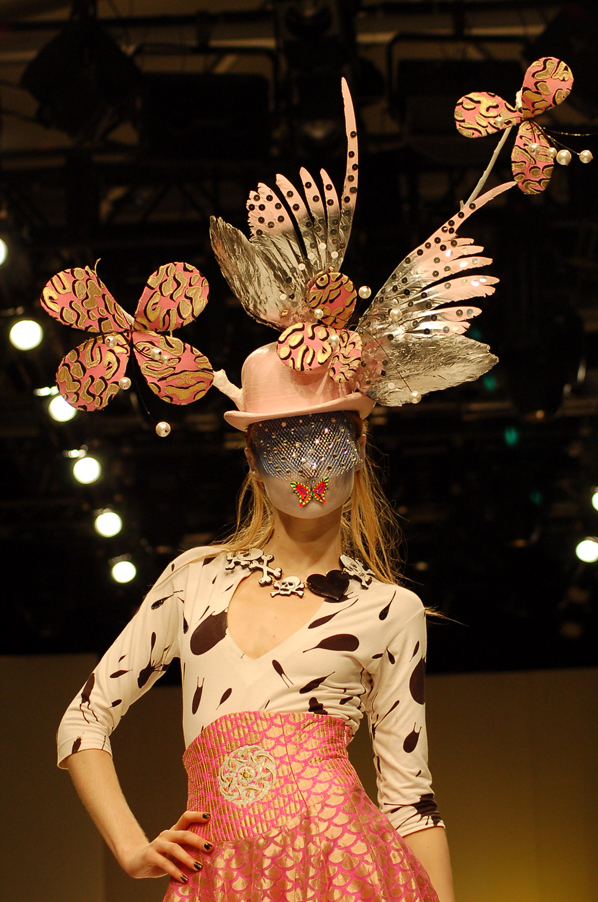
کالکشن بهار 2007 Manish Arora

هفته مد لندن، اولین بار در سال ۱۹۸۴ به همت شورای مد بریتانیا (به انگلیسی: British Fashion Council) برای آژانس توسعه لندن(LDA) (به انگلیسی: London Development Agency) با همکاری سازمان کسب و کار، نوآوری و مهارت انگلستان، از سازمان‌های وابسته به بخش وزارتی دولت پادشاهی بریتانیا راه‌اندازی شد.
این هفته مد، در کنار هفته‌های مد نیویورک، میلان و پاریس، چهارمین رخداد مهم مد در دنیا تلقی می‌شود. این رویداد به عنوان یکی از رویدادهایی که منافع برگزار کنندگان و مالیات دهندگان بریتانیایی را فراهم می‌کند، توانست نظر مطبوعات را به خود جلب کند.
هفته مد لندن هم‌چنین توانست موافقت بسیاری از شرکت‌ها و کمپانی‌های بزرگ را به عنوان حامی مالی جلب کند. از میان این کمپانی‌ها می‌توان به کمپانی آلمانی مرسدس بنز و شرکت بین‌المللی Tony and Guy یکی از بزرگترین مراکز طراحی مو در دنیا اشاره کرد.
این رخداد که هم‌اکنون سالانه بیش از ۵۰۰۰ هزار بیننده و خبرنگار را به سوی خود جلب می‌کند، توانسته‌است درآمدی بالغ بر ۴۰ تا ۱۰۰ میلیون پوند را برای شرکت کنندگانش فراهم کند.
هفته مد لندن، به شکلی طراحی شده‌است که می‌توان به آن عنوان خرده‌فروشی مترکز(به انگلیسی: Retail-focused) را اطلاق کرد. پس از نمایش لباس‌ها در این فشن‌شو، بلافاصله عموم می‌توانند برای سفارش یا خرید لباس مورد نظر خود، به این مرکز مراجعه کرده و سفارش خود را ثبت کنند.
در حال حاضر محل اصلی برگزاری هفته مد لندن، در ساختمان سامرست هاوس در قلب لندن است. این ساختمان قدیمی که در قلب لندن قرار دارد، طی سال‌های ۱۷۷۶ تا ۱۷۹۶ بنا شده و از جمله بناهای طراح ویکتوریا است که توسط سر ویلیام چامبرز ساخته شده‌است. چادرهایی که در حیاط مرکزی این عمارت برپا می‌شود، محل اصلی کت‌واک به‌شمار می‌رود و هر سال بزرگ‌ترین طراحان دنیا برای ارائه آخرین دستاوردهایشان راهی آنجا می‌شوند. در طول نمایشگاه و نمایش هفته مد لندن، سالانه بیش از ۱۵۰ طراح سرشناس مد حضور دارند. در همین حال و در کنار هفته مد لندن، بسیاری از کمپانی‌های کوچک نیز با راه‌اندازی برنامه‌های خود سعی در جذب مشتری هستند. این گروه‌ها عموماً در ساختمان‌ها یا در چادرهایی در مرکز شهر لندن، برنامه خود را برگزار می‌کنند. این بنیادها عموماً خصوصی هستند و با حمایت شرکت‌ها و برندهای کوچک‌تر به فعالیت مشغولند.

## پارامترهای سلامت مدل‌ها
المان‌های سلامت برای مدل‌های حاضر در هفته مد لندن، هرسال، توسط هیاتی در لندن بررسی می‌شود. شهردار لندن که یکی از مسئولین تأمین هزینه‌ها و بودجه این برنامه‌است، در صورت عدم رعایت استانداردهای سلامت توسط مدل‌ها، بودجه خود را قطع خواهد کرد.

## نمایش زنده

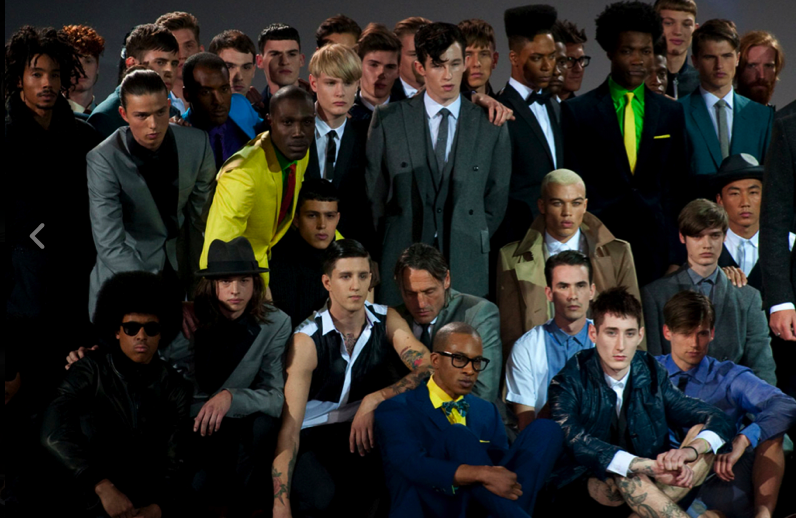
بخشی از شو مجموعه Ozwald Boateng در هفته مد لندن ،۲۰۱۰

هفته مد لندن، در سال ۲۰۱۰ دست به ابتکار جدیدی زد. مسئولین برگزاری این برنامه، اعلام کردند که تمام مراسم به صورت زنده در اینترنت قابل تماشاست. این ابتکار باعث شد که بسیاری از افراد که امکان حضور مستقیم در مراسم را ندارند، بتوانند به صورت زنده در جریان این برنامه قرار گیرند و همین مسئله باعث شده‌است که از سال ۲۰۱۰ تقاضا برای خرید مدهای نمایش داده شده در این رخداد، رشد چشمگیری را شاهد باشد. نمایش زنده مراسم، هم‌زمان با برگزاری آن در سایت هفته مد لندن در دسترس است.

## مد پوشاک مردان
در تابستان ۲۰۱۲، برگزارکنندگان هفته مد لندن، طی اطلاعیه‌ای اعلام کردند که برای نخستین‌بار، نمایش کت‌واک و مد مردان را نیز به برنامه‌های خود افزوده‌اند. نمایش مد آقایان که تا پیش از این در برنامه‌های هفته مد لندن گنجانده نشده بود، از این پس، هم‌زمان با دیگر برنامه‌های هفته مد لندن در دو دوره مد بهار/تابستان و پاییز/زمستان به نمایش در خواهد آمد.

## جستار بیرونی
- سایت رسمی هفته مد لندن
- نمایش زنده مراسم هفته مد لندن
- کالکشن مردان هفته مد لندن